# Plage de La Caleta
Pour l’article homonyme, voir Plage de la Caleta (Cadix).

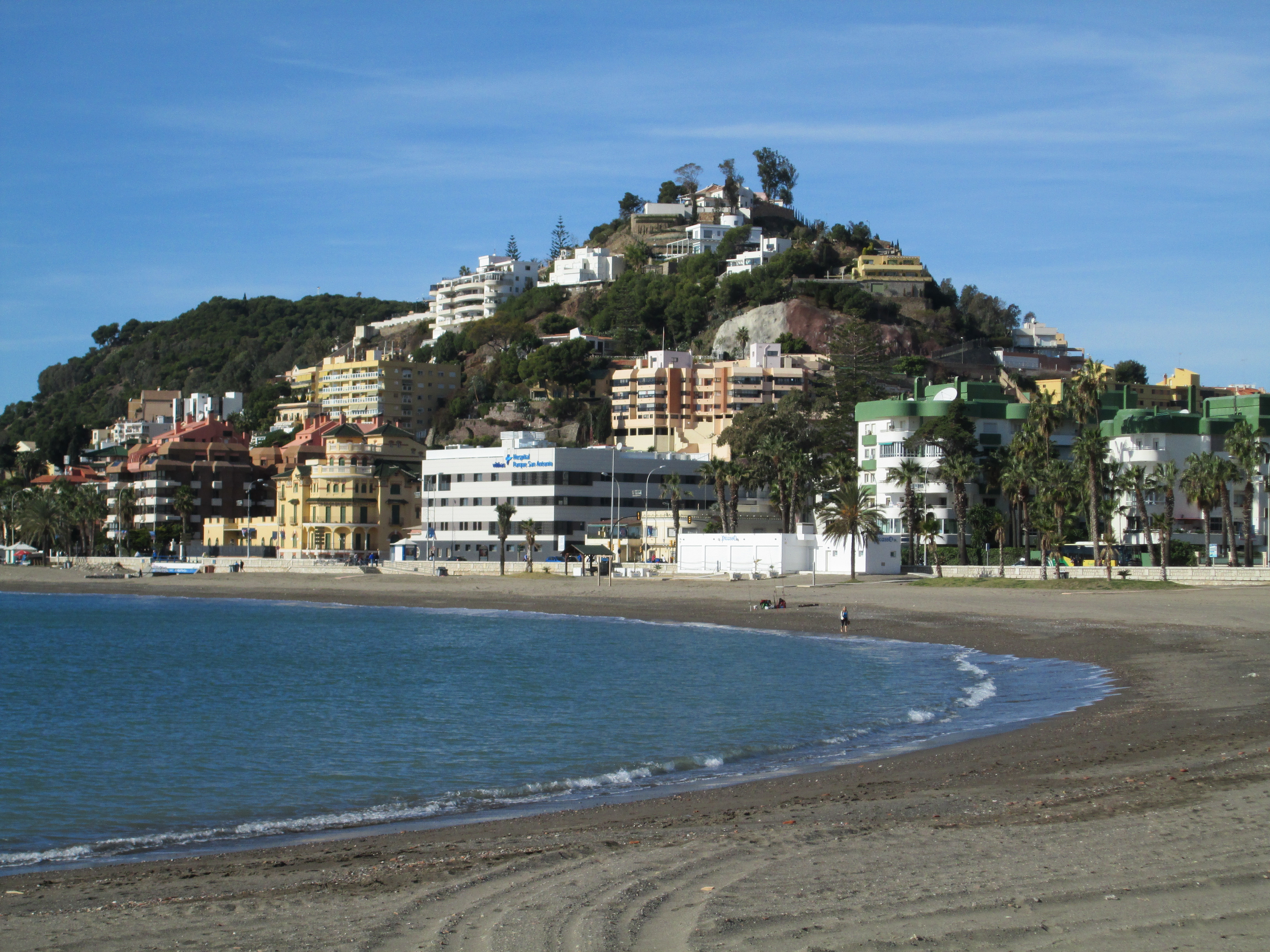
Plage de la Caleta.

La Plage de la Caleta est une plage de l’arrondissement Est de la ville de Málaga, en Andalousie, Espagne. Il s'agit d'une plage urbaine de sable obscur située dans le littoral oriental de la ville, entre la plage de La Malagueta et les Baños del Carmen. Elle fait environ 1 000 mètres de longueur et 20 mètres de large en moyenne. C'est une plage populaire et fréquentée en raison de sa position centrale, dans le quartier homonyme. Elle compte toute sorte de services.